# Cercedilla
Cercedilla és un municipi de la Comunitat de Madrid. Està rodejat per diverses elevacions de Sierra de Guadarrama, com Siete Picos (2138 m), La Bola del Mundo, on hi ha un repetidor de televisió i La Peñota (1945 m). Limita amb Los Molinos i Navacerrada.